# Erik Swartz
Jakob Erik Swartz, född 17 maj 1817 i Sankt Olai församling, Östergötlands län, död 24 april 1881 i Sankt Olai församling, Östergötlands län, var en svensk fabriksidkare, riksdagsledamot och politiker. Han var son till John Swartz och far till Carl Swartz.

## Biografi
Erik Swartz föddes 1817 i Sankt Olai församling, Norrköping. Han var son till fabriksidkaren John Swartz. Swartz blev 1833 student vid Uppsala universitet, bedrev teknologiska studier, och bosatte sig i sin fädernestad, där han engagerade sig i driften av faderns snusfabrik. Med insikt och kraft ägnade han sig åt fabriksverksamheten, och för att bereda sina många arbetare en förbättrad ställning lämnade han bland annat rikliga understöd åt Swartziska friskolan. Även av kommunala uppdrag var han varmt intresserad. Hans omfattande sakkännedom sträckte sig till alla områden av stadens förvaltning, och från början av 1850-talet till sin död var han den egentlige pådrivaren av Norrköpings utveckling. Swartz lät 1858 uppföra Stenkullen, utanför Norrköping, som ett sommarresidens. Swartz var vid riksdagen 1859–1860 och riksdagen 1862–1863 Norrköpings representant i borgarståndet samt 1867–1869 i andra kammaren. Åren 1863–1871 var han landstingsman; 1858–1859 var han medlem av kommittén för uppgörande av grunderna till en ny bevillningsförordning. Swartz avled 1881 i Sankt Olai församling, Norrköping. Han är begravd på Matteus kyrkogård i Norrköping.

### Familj
Swartz gifte sig 1855 med Carolina Elisabet Forsgrén. De fick tillsammans sonen Carl Swartz.